# Смрт на Нилу (филм из 2022)
Смрт на Нилу (енгл. Death on the Nile) је детективски филм из 2022. године, у режији Кенета Бране заснован на истоименом роману аутора Агате Кристи из 1937. године. Сценарио потписује Мајкл Грин, док су продуценти филма Кенет Брана, Џуди Хофланд, Сајмон Кинберг, Ридли Скот, Марк Гордон и Кевин Џ. Валш. Музику је компоновао Патрик Дојл.  Представља наставак филма Убиство у Оријент експресу из 2017. године.
Главну улогу тумачи Кенет Брана као детектив Херкул Поаро, док су у осталим улогама Том Бејтмен, Анет Бенинг, Расел Бренд, Али Фазал, Даун Френч, Гал Гадот, Арми Хамер, Роуз Лезли, Ема Маки, Софи Оконедо, Џенифер Саундерс и Летиша Рајт. 
Наставак филма, Духови у Венецији, премијерно је приказан 2023. године.

## Радња
Путовање по Египту на гламурозном пароброду за белгијског детектива Херкула Поароа (Кенет Брана) претвара се у застрашујућу потрагу за убицом, у тренуцима када се идилични медени месец савршеног пара трагично завршава. Насупрот пејзажима пустиње и величанствених пирамида у Гизи, ова прича о необузданој страсти и љубомори приказује беспрекорно одевене путнике, али и немилосрдне заплете који ће публику до карај оставити у нагађањима, до шокантног расплета. 

## Улоге
| Глумац           | Улога                |
| ---------------- | -------------------- |
| Кенет Брана      | Херкул Поаро         |
| Том Бејтмен      | Бук                  |
| Анет Бенинг      | Еуфимија Буч         |
| Расел Бренд      | др Лајнус Вајндлесам |
| Али Фазал        | Ендру Качадуријан    |
| Даун Френч       | Боуерс               |
| Гал Гадот        | Лајнет Риџвеј Дојл   |
| Арми Хамер       | Сајмон Дојл          |
| Роуз Лезли       | Луси Бурге           |
| Ема Маки         | Жаклин де Белефорт   |
| Софи Оконедо     | Салом Отерборн       |
| Џенифер Саундерс | Мари ван Шилер       |
| Летиша Рајт      | Розали Отерборн      |